# Кушманы

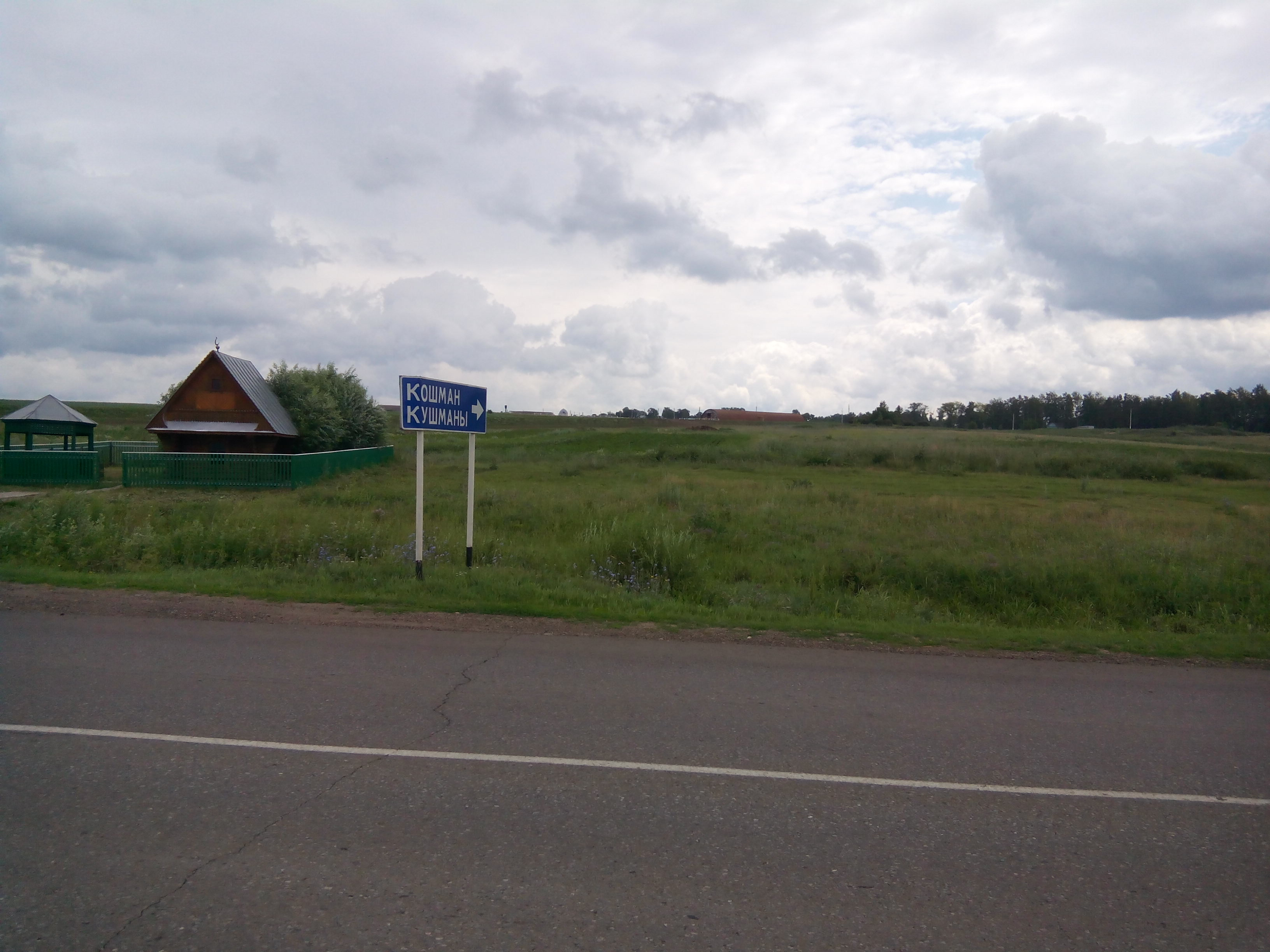
У деревни Кушманы

Кушма́ны (тат. Кошман, Qoşman ) — село в Кайбицком районе Татарстана, административный центр Кушманского сельского поселения.

## География
Село расположено в 100 км к юго-западу от Казани и в 5 км к востоку от Больших Кайбиц. Железнодорожная станция Куланга расположена в 15 км от села.
Через село протекает река Кушманка, которая впадает в реку Бирля.
Севернее села проходит автодорога 16К-0934, а также строится платная автомагистраль М12 «Восток» Москва — Казань — Екатеринбург.

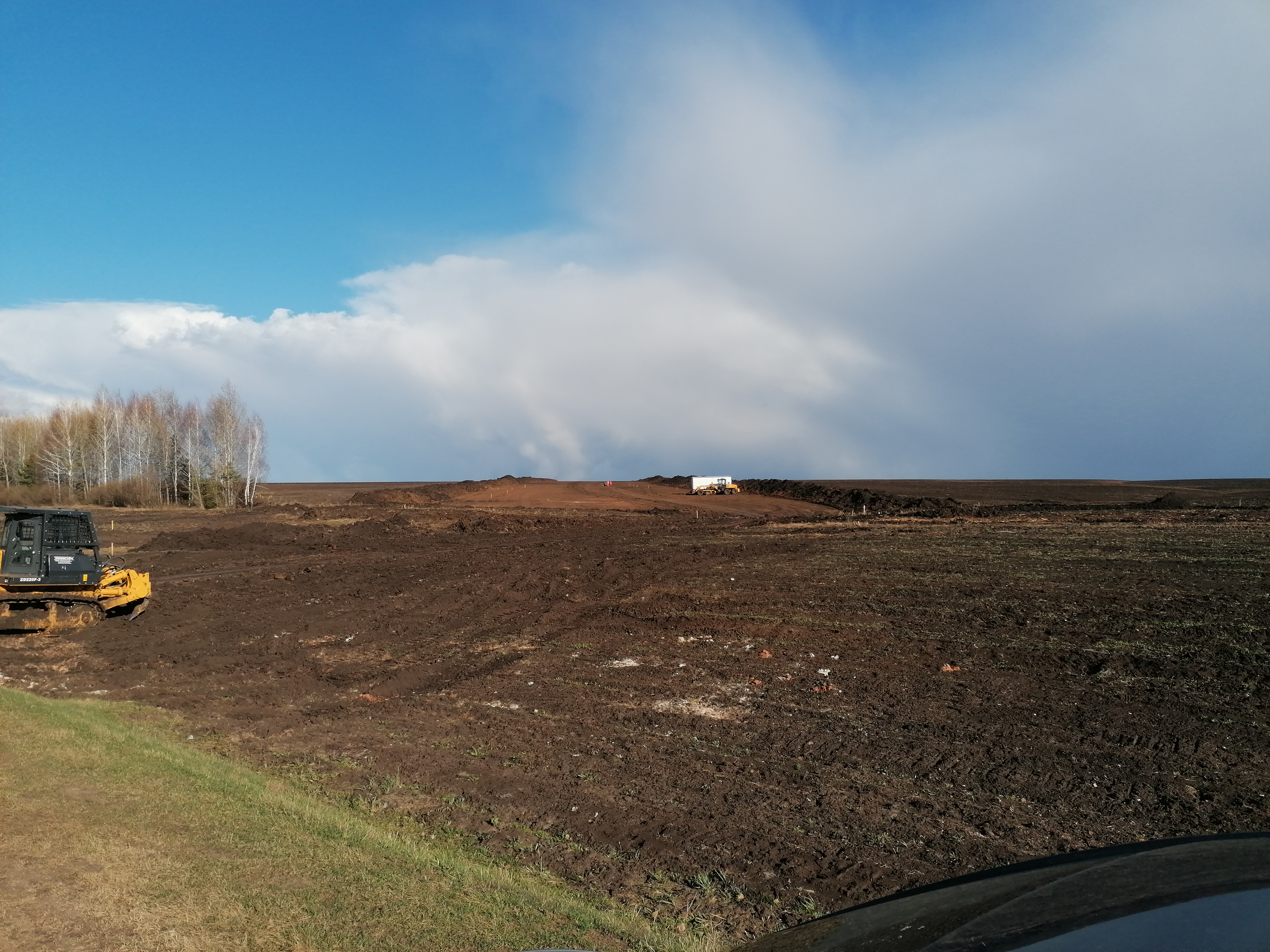
Строительство М12 у деревни Кушманы
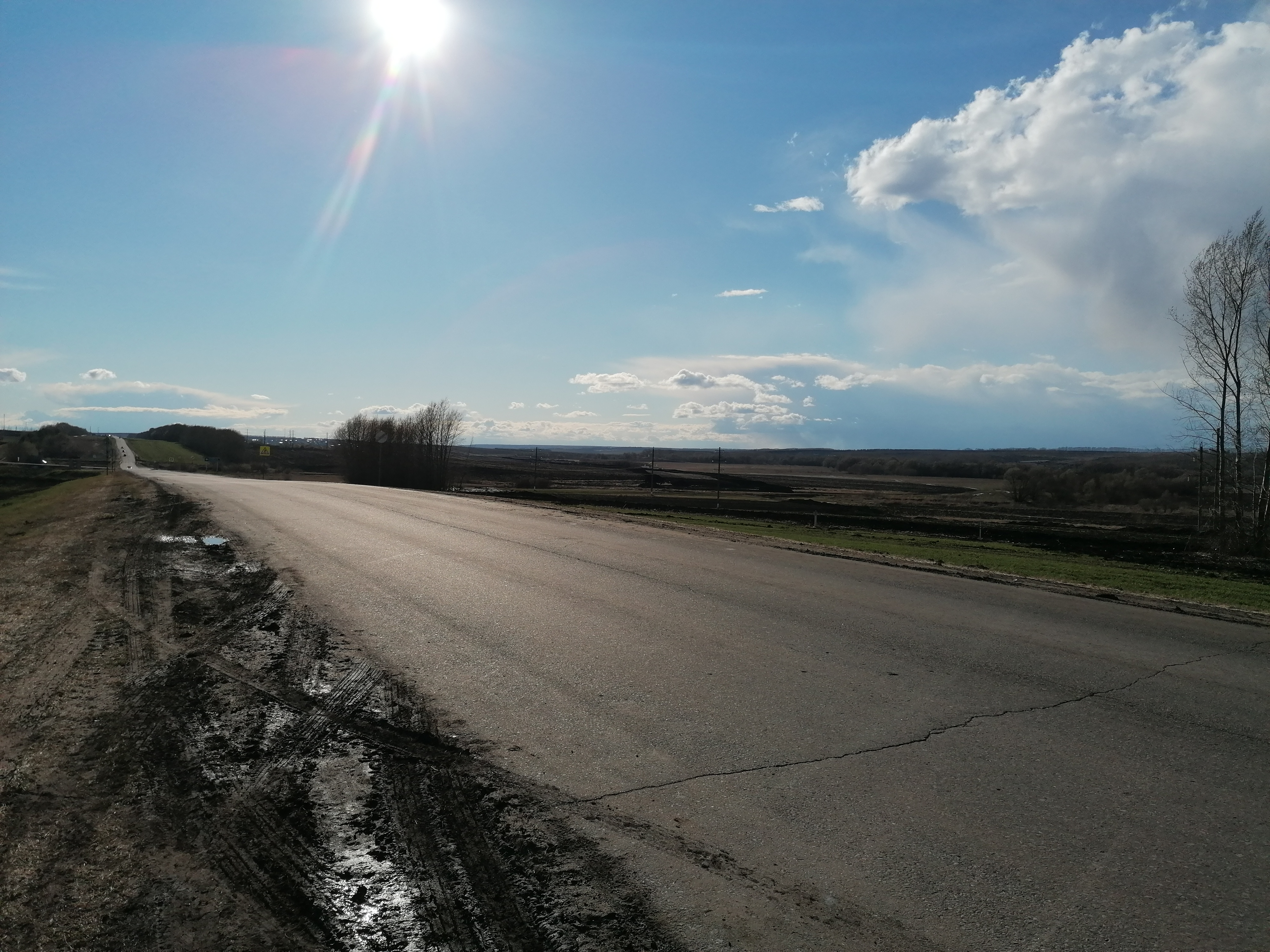
Строительство М12 у деревни Кушманы

## История
Современное село образовано в результате слияния в 1948 году сёл Большие и Малые Кушманы, основанных в период Казанского ханства.
По данным «Писцовой книги Свияжского уезда 1565-67 г.» деревню основали чуваши: «…да деревня Другой Новой Тушман (Кушман), которую поставили чуваша безграмотно на чувашском же выморке, а писана та деревня подлинна в Свияжских поместных книгах после поместных земель и той деревне Кушмана Новаго учинена межа от чувашские земли Еная, да Мусы с товарищы». 
В XVIII – первой половине XIX века жители обоих сел относились к сословию государственных крестьян. Основные занятия жителей в этот период – земледелие и скотоводство, был распространён кирпичный промысел.
В «Списке населенных мест по сведениям 1859 года», изданном в 1866 году, населённый пункт упомянут дважды: как казённые деревни Большие и Малые Кушманы 1-го стана Свияжского уезда Казанской губернии. Располагались при речках Кушманке и Бирле, по просёлочному тракту из Тетюшского в Цивильский уезд, в 48 (47,5) верстах от уездного города Свияжска и в 31 версте от становой квартиры в казённом селе Кильдеево (Троицкое). В первой деревне, в 170 дворах жили 944 человека (473 мужчины и 471 женщина), была мечеть, во второй — в 87 дворах жили 466 человек (234 мужчины и 232 женщины), был мусульманский молитвенный дом.
В начале XX века в селе располагалось волостное правление; на 2 деревни приходилось 3 мечети, 2 медресе, водяная и 6 ветряных мельниц, 11 мелочных лавок. Совокупный земельный надел сельской общин составлял 2652,3 десятин.
До 1920 года Большие Кушманы являлось центром Кушманской волости Свияжского уезда Казанской губернии. С 1920 года в составе Свияжского кантона ТАССР. С 14 февраля 1927 года в Ульянковском, с 1 августа 1927 года в Кайбицком, с 1 февраля 1963 года в Буинском, с 4 марта 1964 года в Апастовском, с 19 апреля 1991 года в Кайбицком районах.
В 1930 году в селе Большие Кушманы организован колхоз «Активист». С 1993 года ассоциация крестьянских хозяйств «Авангард», с 2006 года – общество с ограниченной ответственностью «Кушманы».

## Население
| 1782 | 1859 | 1897 | 1908 | 1920 | 1926 | 1938 | 1949 | 1958 | 1970 | 1979 | 1989 | 2002 | 2010 | 2017 |
| ---- | ---- | ---- | ---- | ---- | ---- | ---- | ---- | ---- | ---- | ---- | ---- | ---- | ---- | ---- |
| 235  | 1410 | 2404 | 2916 | 2289 | 2160 | 1297 | 1323 | 1141 | 1182 | 979  | 746  | 843  | 714  | 765  |

Национальный состав
Национальный состав села — татары.
Согласно результатам переписи 2002 года, в национальной структуре населения села татары составляли 97% из 843 человек.

## Экономика
Жители занимаются полеводством, мясо-молочным скотоводством.

## Инфраструктура
В селе действуют неполная средняя школа (с 1917 г. как начальная), дом культуры, библиотека (с 1956 г.), детский сад (с 1995 г.), фельдшерско-акушерский пункт, универсальная спортивная площадка (с 2016 г.).

## Религия
2 мечети (с 1990 г. и «Сабахетдин» с 2006 г.), медресе.

## Известные люди
- А. Х. Бурганов (1912–1990) – моторист, Герой Социалистического Труда